# Grissini

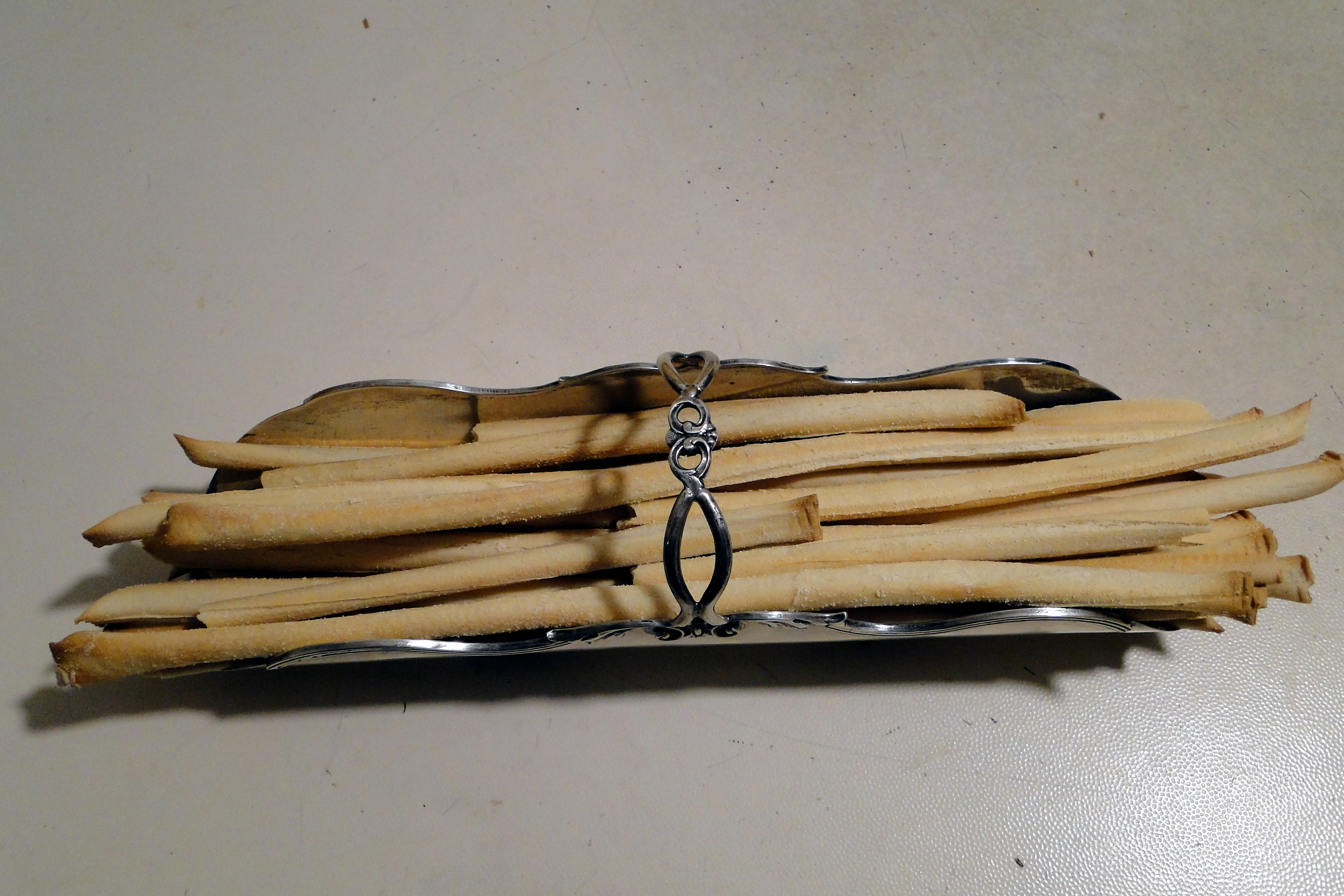
Grissini auf einem Servierteller, um sie auf den Tisch zu stellen

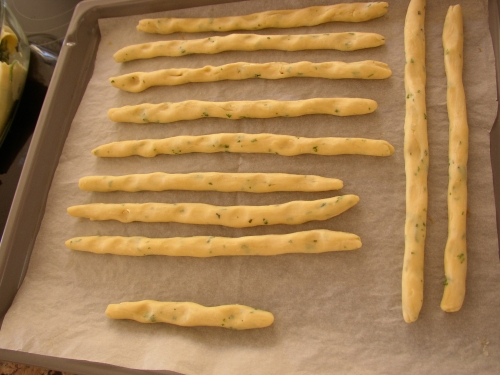
Rohe Grissini auf einem Backblech

Grissini (Sg. Grissino, aus dem Piemontesischen grissìn < ghersìn < ghersa, „Reihe“) sind dünne, mürbe Brotstangen aus Hefeteig. Sie sind knapp fingerdick mit einer variablen Länge von etwa 30 Zentimetern oder mehr. Als Appetithäppchen sind Grissini traditioneller Bestandteil der Küche Piemonts, besonders Turins. Ihr Ursprung ist unklar – es wird das 14. Jahrhundert genannt, einer Legende nach soll sie jedoch der Bäcker Antonio Brunero 1675 für den an Verdauungsproblemen leidenden Vittorio Amedeo II. von Savoyen erfunden haben.
Der Teig für Grissini besteht aus Hartweizenmehl, Wasser, Hefe und Salz. Um sie haltbar zu machen, werden Grissini nach dem Backen noch getrocknet, bis die Restfeuchtigkeit verflogen ist. Die traditionellen Grissini torinesi werden von Hand geformt und sind an ihrer typischen verdrehten Form zu erkennen. Die seit dem 18. Jahrhundert maschinell hergestellten sind dagegen in der Regel gleichmäßig rund.
Neben den einfachen Grissini gibt es auch Varianten, die vor dem Backen mit Oregano, Sesam, Kümmel oder anderen Gewürzen bestreut werden.
Heute sind Grissini über das Piemont hinaus in ganz Italien verbreitet und finden sich auf vielen Restauranttischen. Mit der weltweiten Verbreitung italienischer Restaurants wurden sie auch in anderen Ländern bekannt.
Im Englischen werden Grissini „Breadsticks“ genannt. Die Bezeichnung „Breadstick“ steht im übertragenen Sinne auch für einen 6:1 gewonnenen Satz im Tennis. 